# McDonnell Douglas MD-80
McDonnell Douglas MD-80 – rodzina dwusilnikowych, wąskokadłubowych samolotów pasażerskich o średnim zasięgu, produkowanych przez amerykańską wytwórnię lotniczą McDonnell Douglas. MD-80 to przedłużona i ulepszona wersja DC-9, mogąca pomieścić na swoim pokładzie od 130 do 172 pasażerów, zależnie od wariantu i konfiguracji siedzeń.
Maszyny serii MD-80 weszły do użytku 5 października 1980 roku w liniach Swissair, a w Stanach Zjednoczonych 17 grudnia 1980 roku w barwach amerykańskich Southwest Airlines. W skład rodziny MD-80 wchodzą MD-81, MD-82, MD-83, MD-87 i MD-88, a ich następcami są MD-90 (1995) i MD-91/Boeing 717 (1999).

## Projekt i rozwój

### Pochodzenie
W latach 60. amerykańska wytwórnia lotnicza Douglas Aircraft Company skonstruowała DC-9, maszynę krótkiego zasięgu, będącą uzupełnieniem dla istniejącego DC-8. DC-9 był zupełnie nowym projektem, z dwoma silnikami turbowentylatorowymi zamontowanymi na tylnej części kadłuba, z ogonem w kształcie litery „T”. DC-9 ma wąski kadłub z rzędami po pięć siedzeń i może pomieścić 80 do 135 pasażerów zależnie od wersji i konfiguracji kabiny pasażerskiej.
Rodzina MD-80 była nową generacją DC-9, oficjalnie nazywaną DC-9-80 i DC-9 Super 80 i weszła do użytku w 1980 roku. Projekt MD-80 był podstawą do skonstruowania MD-90, który wszedł do służby w 1995 roku. Ostatnim wariantem był MD-95, który po połączeniu wytwórni Boeing i McDonnell Douglas w 1997 roku, przyjął nazwę Boeing 717-200.
Rodzina DC-9 należy do najlepiej sprzedających się samolotów w historii lotnictwa cywilnego, łącznie wyprodukowano ich ponad 2400 sztuk, co daje trzecie miejsce tuż za rodziną Boeing 737 (ponad 7000) i Airbus A320 (ponad 5000).

### Seria MD-80
MD-80 to samoloty średniego zasięgu wprowadzone do użytku w 1980 roku. Projekt to nowa generacja DC-9 z dwoma silnikami turbowentylatorowymi zamontowanymi na tylnej części kadłuba, wysoce wydajnymi skrzydłami i ogonem w kształcie litery „T”. Ponadto, jest dłuższy niż DC-9 oraz ma większą maksymalną masę startową i większą pojemność zbiorników na paliwo. Został zaprojektowany na częste, krótkodystansowe loty, ze 130 do 172 pasażerami na pokładzie.
Projekt MD-80 został zapoczątkowany w latach 70. Jako ulepszona wersja DC-9-50. Dostępność nowych silników Pratt & Whitney JT8D miała wpływ na prace nad projektami DC-9-55, DC-9-55 (Re-fanned Super Stretch) i DC-9-60. Główny wysiłek skupił się na projekcie 50 w sierpniu 1977 r., a jako że planowaną datą wprowadzenia nowej maszyny na rynek miał być rok 1980 – ostatecznie model oznaczono DC-9 Seria 80. W październiku 1977 r. Swissair zamówił 15 maszyn z możliwością zakupu kolejnych 5.
Seria 80 posiada przeprojektowane skrzydła DC-9, z dodanymi sekcjami, co w efekcie spowodowało ich wydłużenie o 4,34 m (skrzydło jest większe o 28%). Pierwszy lot MD-80 odbył się 18 października 1979 roku.
MD-80 rozpoczął służbę w 1980 roku. Początkowo był certyfikowany jako wersja DC-9, ale w lipcu 1983 roku zmieniono na MD-80, co było marketingowym zabiegiem. Z kolei nowe wersje były od początku określane jako MD-81, MD-82, MD-83 i MD-87, nawet gdy formalna certyfikacja była DC-9-81/82 itd. Jedynie MD-88 otrzymał certyfikację „MD”, tak jak i późniejszy MD-90.
W stosunku do poprzednich maszyn samoloty MD-80 posiadały ulepszony kokpit, awionikę i aerodynamikę. Ponadto, otrzymały mocniejsze, bardziej wydajne i cichsze silniki JT8D-200. MD-80 ma dłuższy kadłub w stosunku do DC-9, jak również większy zasięg. U największych użytkowników - samoloty tego typu latały w barwach American Airlines do 2019, a Delta Air Lines - do 2020 r. Porównywalnymi modelami do MD-80 są Boeing 737 i Airbus A320.

### Testy i certyfikacja
MD-80 o numerze seryjnym 909 wykonał pierwszy lot 18 października 1979 roku. Loty testowe, pomimo poważnych uszkodzeń dwóch maszyn, zostały ukończone 25 sierpnia 1980. Wtedy to pierwszy wariant MD-81 z silnikami JT8D-209 został certyfikowany po wprowadzonej przez FAA (Federal Aviation Administration) poprawce do certyfikacji DC-9. W lotach testowych, prowadzących do certyfikacji, wzięły udział 3 egzemplarze MD-80, które wykonały łącznie 795 lotów w ciągu 1085 godzin. Pierwsza dostawa do Swissair nastąpiła 13 września 1980 roku.

### Oznaczenie modeli
Jako że MD-80 nie był zupełnie nowym projektem, funkcjonował na poprawionej licencji DC-9 (podobna sytuacja miała miejsce w przypadku MD-90 i Boeing 717). Wniosek o pierwszą poprawkę z przemianowaniem na DC-9-81, został zatwierdzony 26 sierpnia 1980 roku. W 1983 roku McDonnell Douglas zdecydował, że DC-9-80 (Super 80) mógłby być określany jako MD-80. Kolejna zgłoszona poprawka obejmująca wszystkie modele (MD-81, MD-82 i MD-83) została przyjęta 10 marca 1986 roku.
Mimo braku licencji do 21 października 1987 roku, McDonnell Douglas wystąpił o kolejne certyfikacje nazw DC-9-87 i DC-9-87F w dniu 14 lutego 1985 roku. Ta maszyna, podobnie jak poprzednie, została oficjalnie nazwana DC-9-87 (MD-87), jednak na tabliczkach znamionowych nie pojawiło się DC-9-87. Dla MD-88 certyfikacja została dokonana po wcześniejszych zmianach, dlatego 8 grudnia 1987 roku na licencji pojawiło się już MD-88, zamiast DC-9-88. W bazie danych na stronie FAA pojawiają się nazwy DC-9-88 i DC-9-80, jednak nie są one używane.

## Produkcja MD-80

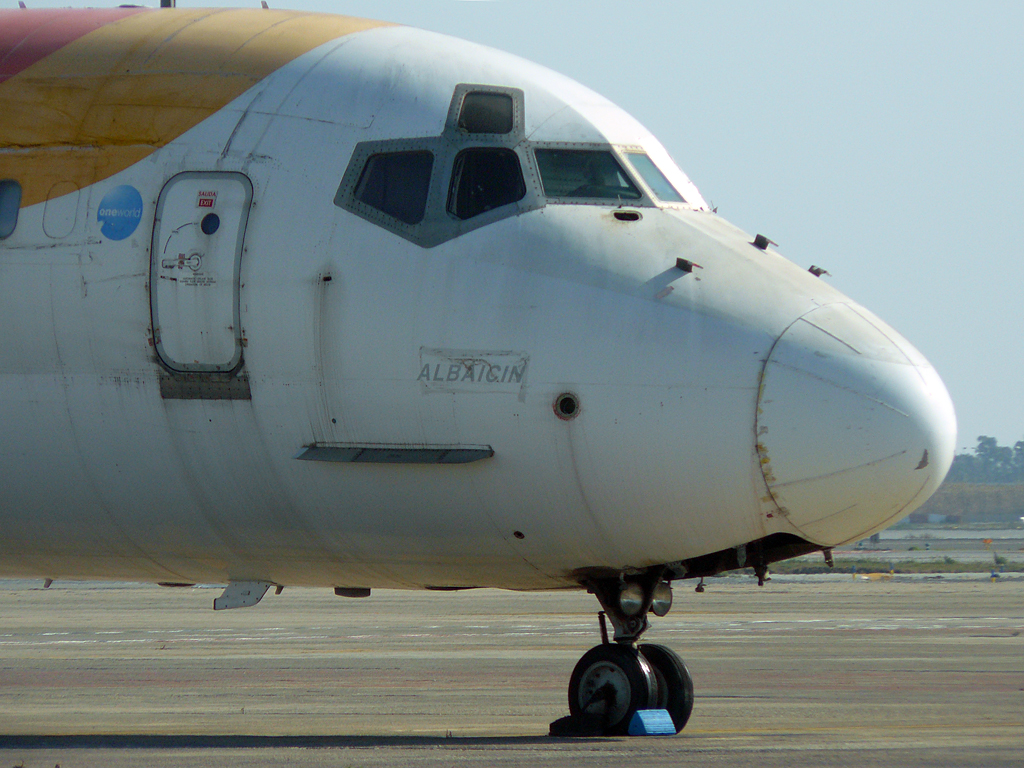

MD-80 były produkowane w Long Beach w Kalifornii, na wspólnej linii montażowej z DC-9, z którym dzieliły również kolejne numery seryjne. Po dostarczeniu 976 DC-9 i 108 MD-80 – McDonnell Douglas wstrzymał produkcję DC-9. W związku z tym, począwszy od 1085-go DC-9 (MD-82 dostarczony liniom VIASA w grudniu 1982 roku), wszystkie produkowane DC-9 były z serii MD-80.
Dodatkowo, 12 kwietnia 1985 roku uruchomiono drugą linię produkcyjną w chińskim Szanghaju, gdzie wyprodukowano 35 maszyn typu MD-82/83.
Od 1987 roku z McDonnell Douglas wypuszczał na rynek 10 maszyn miesięcznie, a w 1991 roku produkcja MD-80 osiągnęła szczyt – do odbiorców trafiło 140 maszyn MD-80, co daje miesięczny wynik 12 samolotów. W efekcie zmniejszenia ruchu lotniczego i niezbyt dużego zapotrzebowania linii lotniczych na MD-90, produkcja MD-80 została zredukowana do 84 w roku 1992, 42 w roku 1993, a w 1999 roku ostatecznie zakończona.
| Wersja | Suma | 1999 | 1998 | 1997 | 1996 | 1995 | 1994 | 1993 | 1992 | 1991 | 1990 | 1989 | 1988 | 1987 | 1986 | 1985 | 1984 | 1983 | 1982 | 1981 | 1980 |
| ------ | ---- | ---- | ---- | ---- | ---- | ---- | ---- | ---- | ---- | ---- | ---- | ---- | ---- | ---- | ---- | ---- | ---- | ---- | ---- | ---- | ---- |
| MD-81  | 132  |      |      |      |      |      | 3    | 3    | 5    | 15   | 5    | 8    | 6    | 4    | 9    | 8    | 1    | 1    | 11   | 48   | 5    |
| MD-82  | 539  |      |      | 2    | 2    | 13   | 8    | 14   | 18   | 48   | 48   | 37   | 51   | 50   | 64   | 55   | 43   | 50   | 23   | 13   |      |
| MD-82T | 30   |      |      |      |      |      | 1    | 1    | 2    | 6    | 8    | 6    | 4    | 2    |      |      |      |      |      |      |      |
| MD-83  | 265  | 26   | 8    | 9    | 10   | 5    | 11   | 12   | 25   | 26   | 30   | 26   | 26   | 31   | 12   | 8    |      |      |      |      |      |
| MD-87  | 75   |      |      |      |      |      |      |      | 5    | 13   | 25   | 15   | 14   | 3    |      |      |      |      |      |      |      |
| MD-88  | 150  |      |      | 5    |      |      |      | 13   | 29   | 32   | 23   | 25   | 19   | 4    |      |      |      |      |      |      |      |
| Suma   | 1191 | 26   | 8    | 16   | 12   | 18   | 23   | 43   | 84   | 140  | 139  | 117  | 120  | 94   | 85   | 71   | 44   | 51   | 34   | 61   | 5    |

## Historia eksploatacji
Samoloty z rodziny MD-80 były użytkowane na całym świecie. Głównymi odbiorcami byli Aeroméxico, Aerorepublica, Alaska Airlines, Alitalia, Allegiant Air, American Airlines, Austral Líneas Aéreas, Austrian Airlines, Avianca, China Eastern Airlines, China Northern Airlines, Delta Air Lines, Finnair, Iberia, Japan Air System (JAS), Korean Air, Lion Air, Reno Air, Scandinavian Airlines System (SAS), Spanair, Insel Air i Swissair.
W toku użytkowania starzejących się silników JT8D, MD-80 nie jest konkurencyjny pod względem zużycia paliwa w stosunku do nowszych modeli Boeinga 737 i Airbusa A320. MD-80 spala 1050 galonów paliwa lotniczego podczas godziny zwykłego lotu, podczas gdy większy i nowszy Boeing 737-800 jedynie 850 (o 19% mniej). W związku z powyższym po roku 2000 wiele linii lotniczych zaczęło wycofywać MD-80 ze służby. Alaska Airlines stwierdziły, że typowy lot z Los Angeles do Seattle mógłby kosztować o $2000 mniej używając Boeinga 737-800 zamiast MD-80..

## Warianty

### MD-81 (DC-9-81)

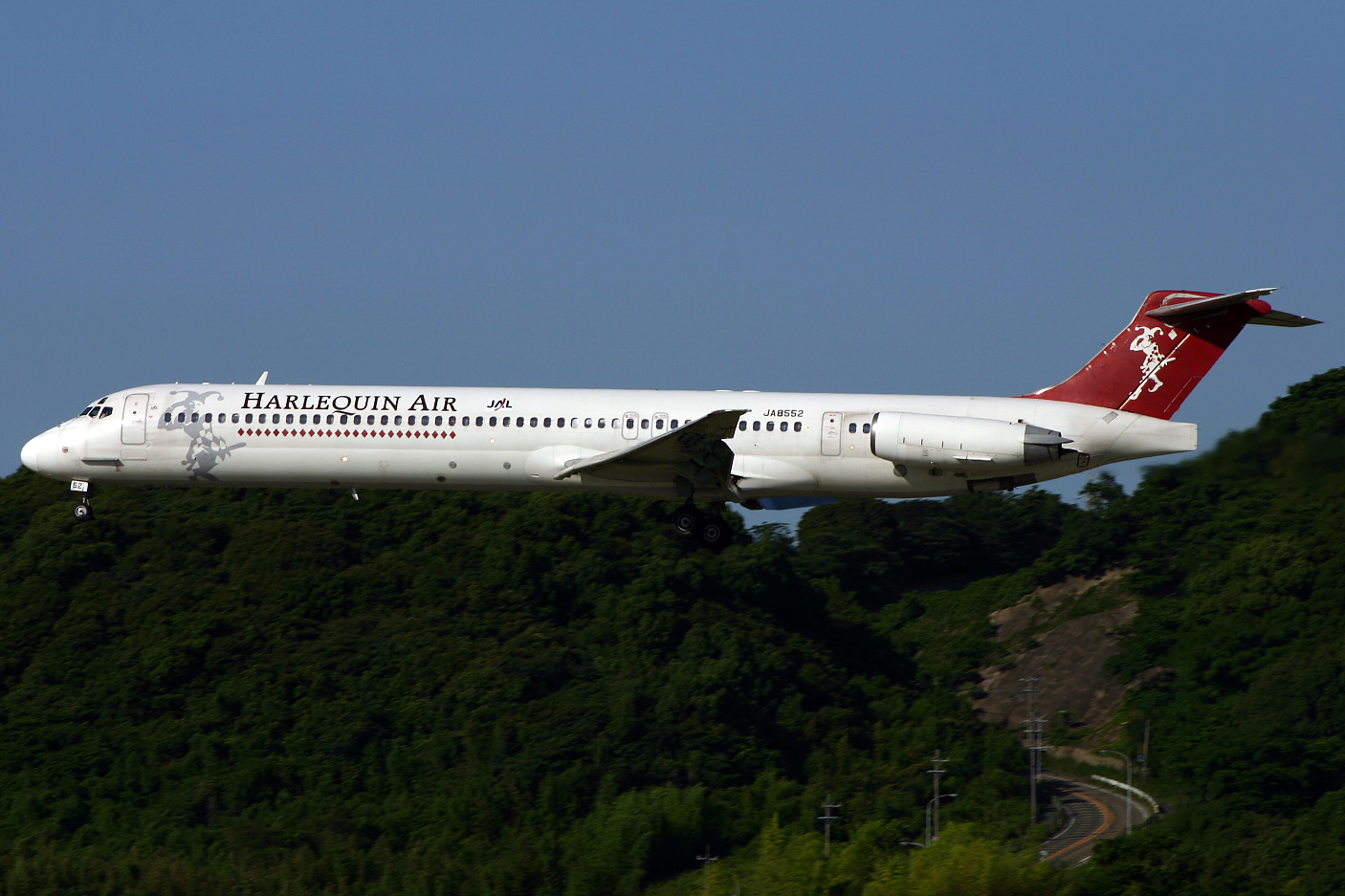
McDonnell Douglas MD-81

McDonnell Douglas MD-81 (początkowo znany jako DC-9 Super 81) był pierwszym modelem produkcyjnym z rodziny MD-80 i (poza MD-87) różnica długości kadłuba pomiędzy nim a kolejnymi modelami jest niewielka. MD-81, MD-82, MD-83 i MD-88 różnią się pomiędzy sobą jedynie silnikami (różne warianty Pratt & Whitney JD8T), pojemnością zbiorników paliwowych i masą własną.
Wymiary: podstawowe „długie” wersje MD-80 (MD-81, MD-82, MD-83 i MD-88) mają całkowitą długość 45,06m i długość kadłuba 41,58m, co stanowi 4,62m więcej niż DC-9-50 i 13,51m więcej niż podstawowa wersja DC-9-10. Rozpiętość skrzydeł została również zwiększona, w porównaniu z wcześniejszymi modelami DC-9 o 4,4 metra.
Napęd: Podstawowa wersja MD-80 została wyposażona w silniki Pratt & Whitney JT8D-209 o ciągu 82 kN. Późniejsze wersje otrzymały mocniejsze silniki JT8D-217 i JT8D-219.
APU (Auxiliary power unit): Wszystkie wersje MD-80 posiadają w standardzie generatory APU AlliedSignal (Garrett) GTCP85-98D zamontowane na tylnej części kadłuba.
Osiągi: maksymalna masa startowa samolotów MD-80 wynosi 140 000 funtów (~63 503 kg) z możliwością zwiększenia do 142 000 funtów (~64 410 kg). Pojemność zbiorników paliwa wynosi 5850 galonów (22 100 litrów), a zasięg ze 155 pasażerami na pokładzie to 1570 mil morskich (2910 km).
Kokpit: MD-80 wyposażony jest w kokpit, podobny do tego w DC-9, dla dwóch członków załogi. Późniejsze modele mogły mieć elektroniczne wyświetlacze w miejsce tradycyjnych, analogowych wskaźników.

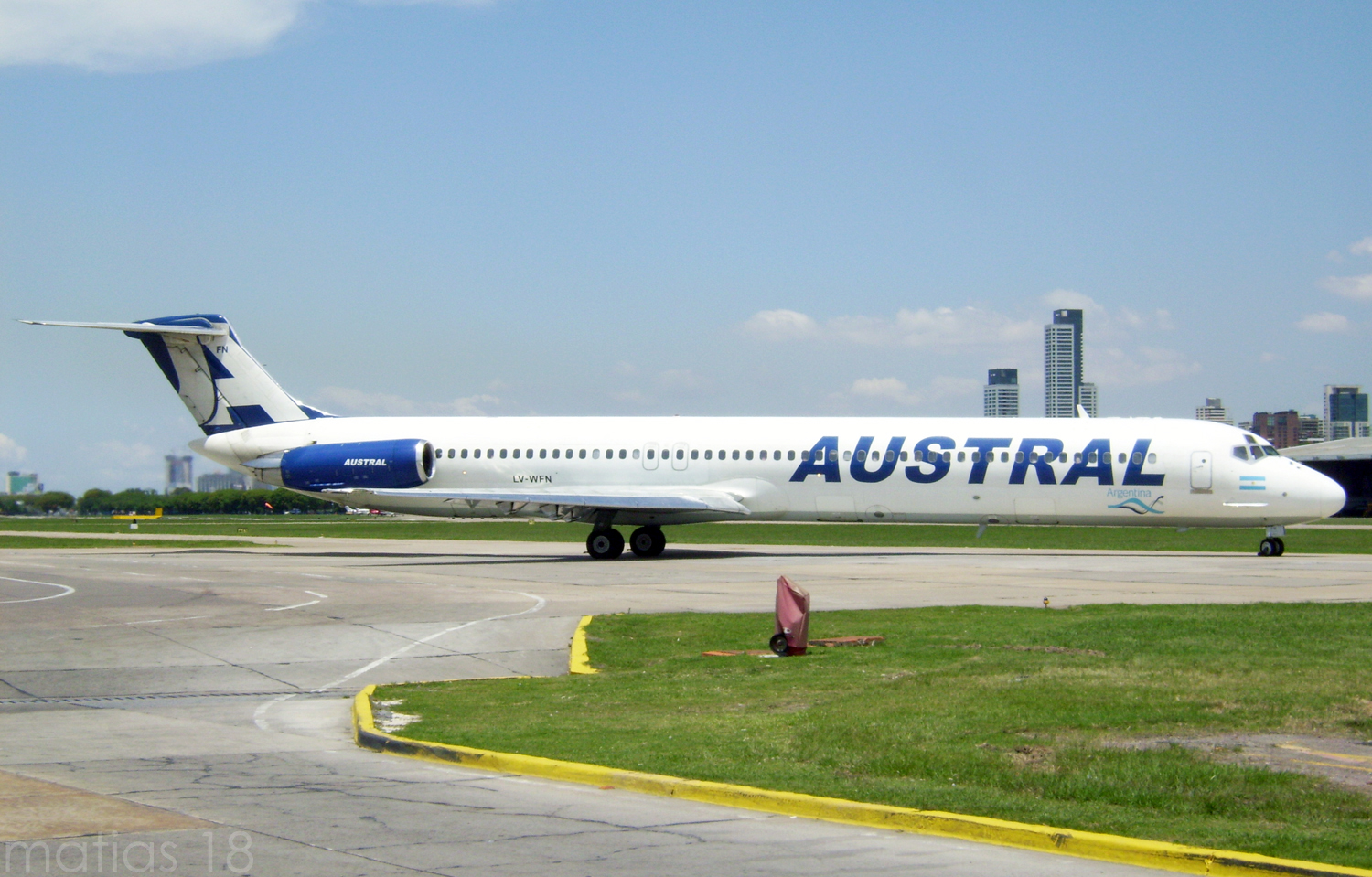
McDonnell Douglas MD-81

Kabina pasażerska: typowe konfiguracje kabiny pasażerskiej:
- dwuklasowa dla 135 pasażerów: 12 w pierwszej klasie i 113 w ekonomicznej;
- jednoklasowa dla 123 pasażerów;
- jednoklasowa dla 155 pasażerów;
- jednoklasowa dla 167 pasażerów.

Podwozie: Wszystkie modele MD-80 posiadają trzykołowe podwozie.
Ważne daty:
- Uruchomienie projektu: październik 1977.
- Pierwszy lot: 18 października 1979.
- Licencja FAA: 25 sierpnia 1980.
- Pierwsza dostawa: 13 września 1980 do Swissair
- Włączenie do służby: 10 października 1980 Swissair na trasie z Zurychu do londyńskiego Heathrow.
- Ostatnia dostawa: 29 czerwca 1992 do Scandinavian Airlines System (SAS).

### MD-82 (DC-9-82)

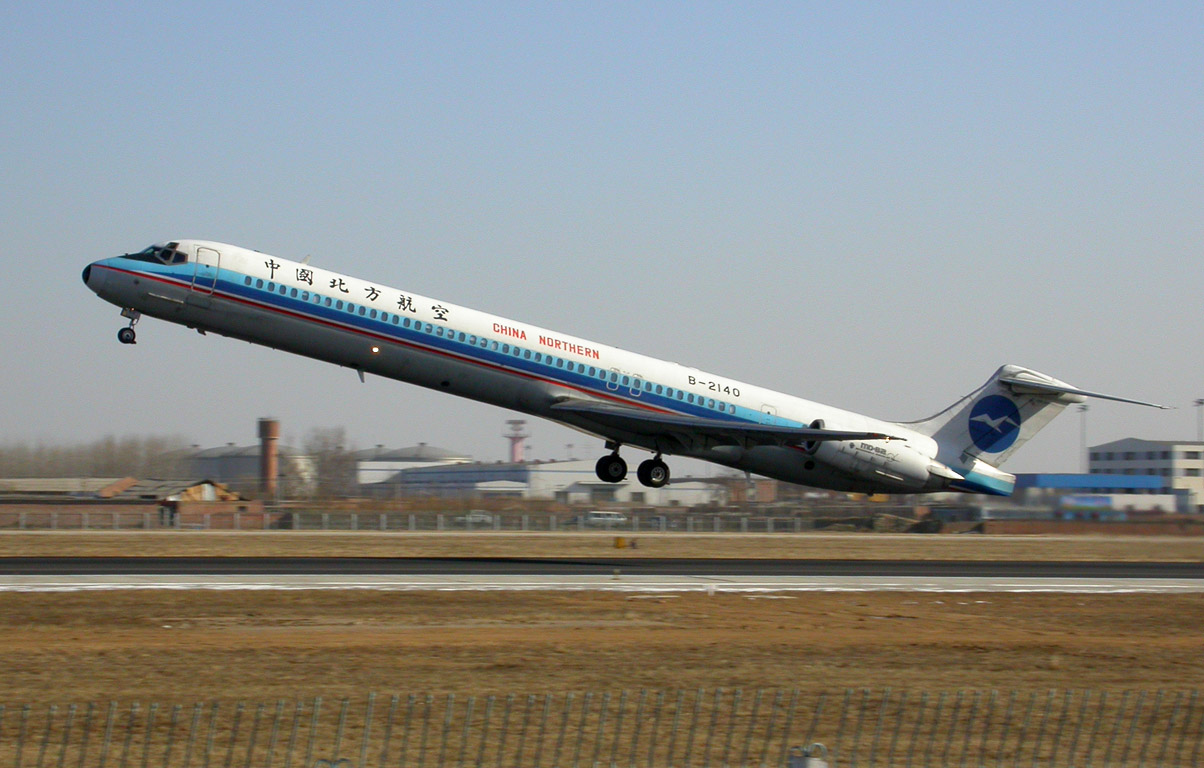
McDonnell Douglas MD-82

Oficjalnie zapowiedziany 16 kwietnia 1979 roku McDonnell Douglas MD-82 ma te same wymiary co MD-81, ale wyposażony jest w mocniejsze silniki. Największym odbiorcą tego typu są American Airlines, które w jednym momencie posiadały ich ponad 300.
Napęd: MD-82 początkowo certyfikowany z silnikami JT8D-217, w połowie 1982 roku otrzymał licencję na JT8D-217A.
Osiągi: Lepsze silniki zwiększyły dopuszczalną masą startową (~67800kg). Pojemność zbiorników na paliwo wynosi 5840 galonów (~22 100 litrów), a zasięg z 155 pasażerami na pokładzie wynosi 3800km.
Ważne daty:
- Ogłoszenie: 16 kwietnia 1979.
- Pierwszy lot: 8 stycznia 1981.
- Licencja FAA: 25 lipca 1981.
- Pierwsza dostawa: 5 sierpnia 1981 do Republic Airlines
- Włączenie do służby: sierpień 1981, do Republic Airlines
- Ostatnia dostawa: 17 listopada 1997 do U-Land Airlines (Tajwan).

### MD-83 (DC-9-83)

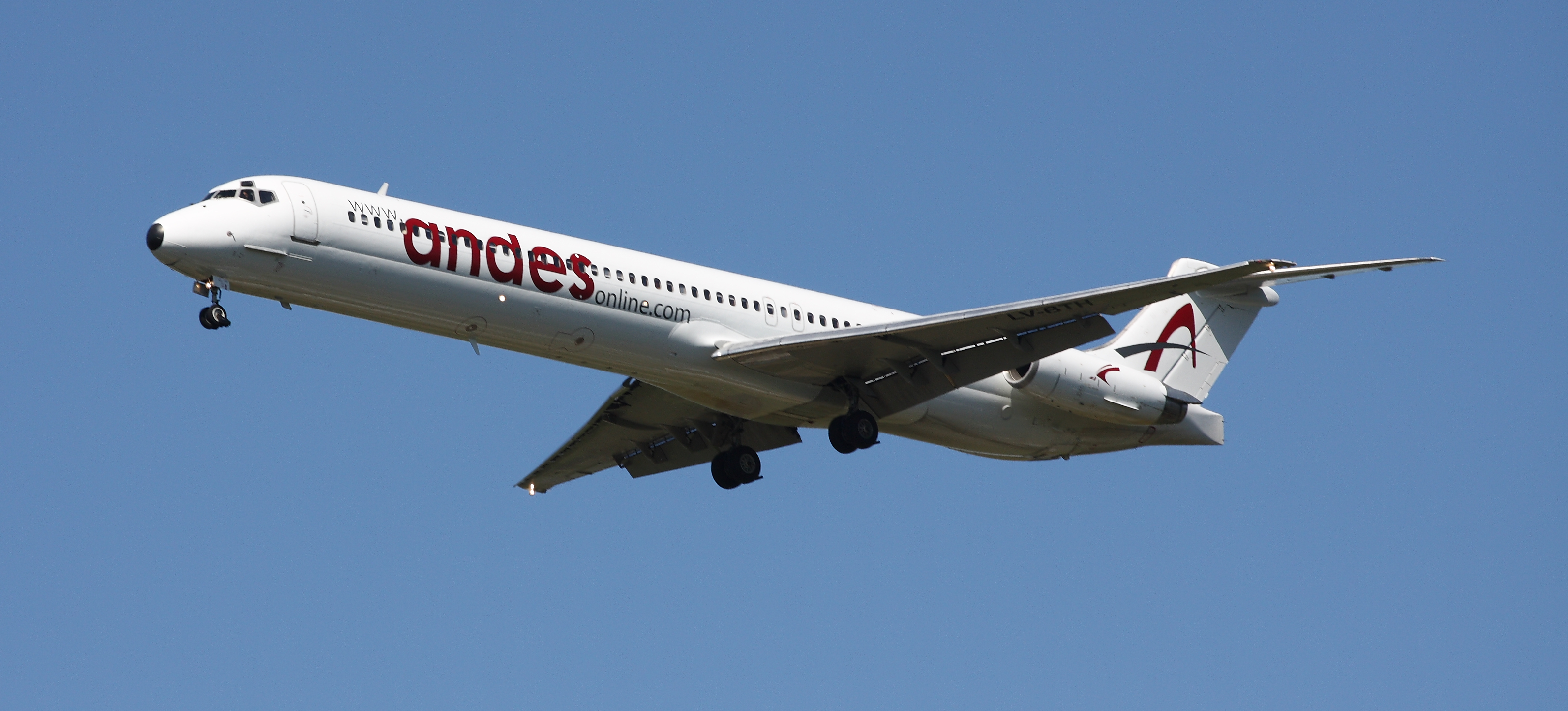
McDonnell Douglas MD-83

McDonnell Douglas MD-83 to ulepszona wersja MD-81/82 z większym zasięgiem, mocniejszymi silnikami i zwiększoną pojemnością zbiorników na paliwo.
Napęd: W porównaniu do poprzednich modelów MD-83 wyposażono w silniki o zwiększonej mocy Pratt & Whitney JT8D-219.
Osiągi: W tym modelu pojemność zbiorników paliwa została zwiększona do 6970 galonów (~26400 litrów), również masa startowa została zwiększona do ~63 500 kilogramów. Ponadto, zasięg tego modelu wynosi 4637 kilometrów. W związku ze zwiększeniem masy samolotu, MD-83 otrzymał nowe, mocniejsze podwozie (koła, opony i hamulce).
Ważne daty:
- Ogłoszenie: 31 stycznia 1983.
- Pierwszy lot: 17 grudnia 1984.
- Licencja FAA: 17 października 1985.
- Pierwsza dostawa i włączenie do służby: luty 1985 – Alaska Airlines.
- Ostatnia dostawa: 28 grudnia 1999 do Trans World Airlines (TWA).

### MD-87 (DC-9-87)

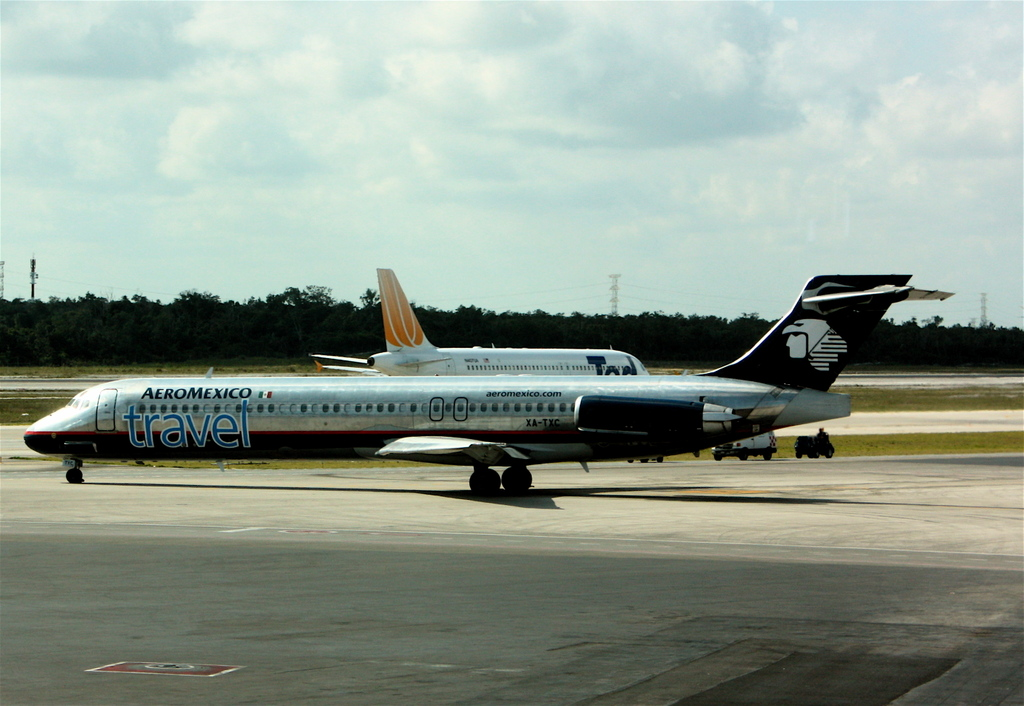
McDonnell Douglas MD-87

W styczniu 1985 przedstawiciel wytwórni McDonnell Douglas ogłosili zamiar produkcji kolejnego modelu MD-80 o krótszym kadłubie, pod nazwą McDonnell Douglas MD-87, mogącego pomieścić 109 do 130 pasażerów zależnie od konfiguracji.
Wymiary: MD-87 jest o 5,28 metra krótszy od pozostałych MD-80 i ma całkowitą długość 39,75 metra. Pozostałe systemy, kabina i silniki pozostały niezmienione.
Napęd: MD-87 jest dostępny z silnikami JT8D-217C (89kN) lub JT8D-219 (93kN).
Osiągi: Zasięg MD-87 wynosi 4390 km z możliwością jego wydłużenia do 5400 km po zamontowaniu dodatkowych zbiorników paliwa. Maksymalna waga startowa to 63 500 kg, a zbiorniki mogą pomieścić 22 100 litrów paliwa.
Ważne daty:
- Ogłoszenie: styczeń 1985.
- Pierwszy lot: 4 grudnia 1986.
- Licencja FAA: 21 października 1987.
- Pierwsza dostawa: 27 listopada 1987 do Austrian Airlines
- Ostatnia dostawa: 27 marca 1992 do Scandinavian Airlines System (SAS).

### MD-88

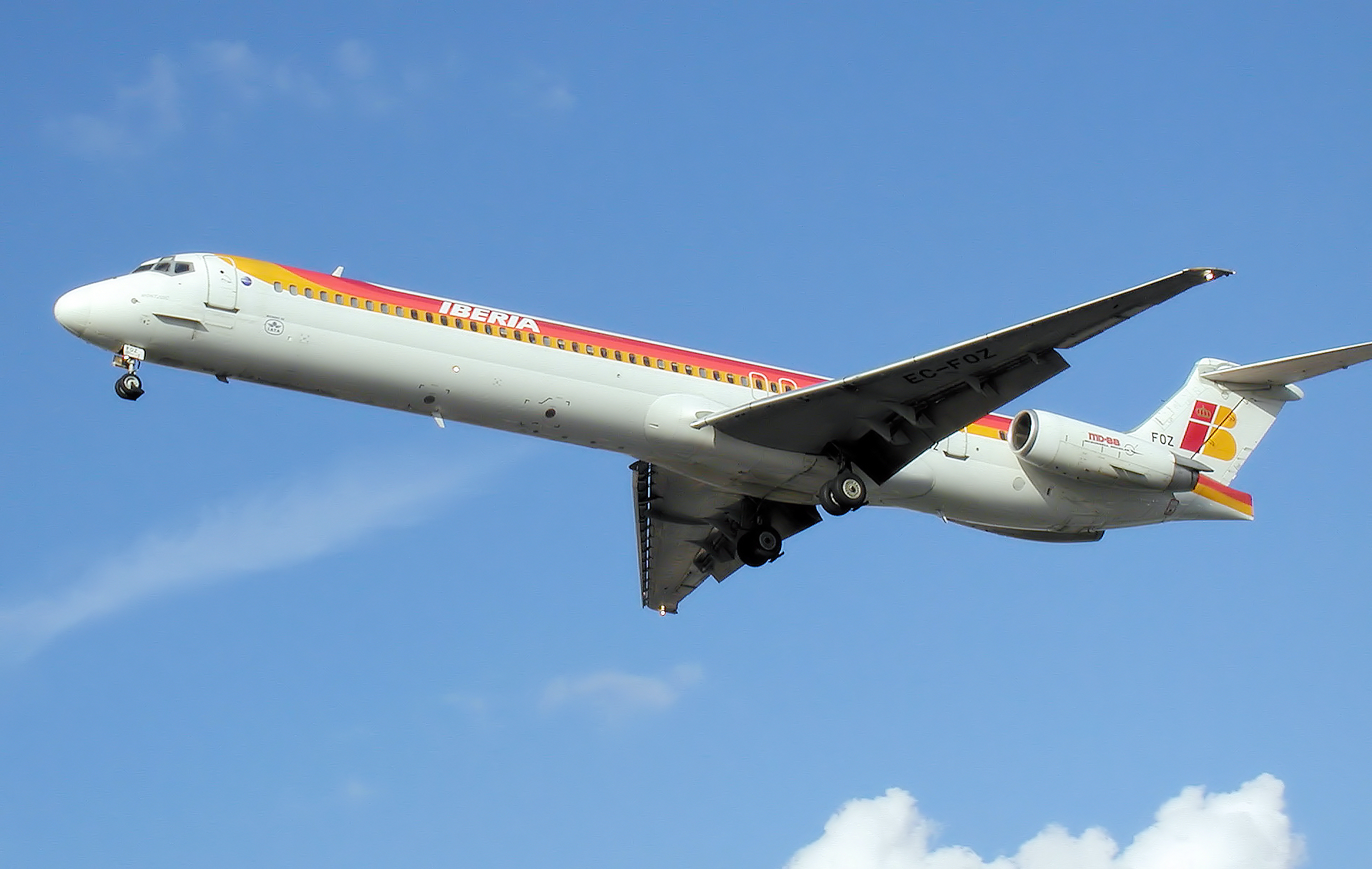
McDonnell Douglas MD-88

McDonnell Douglas MD-88 to ostatni wariant MD-80 wdrożony 23 stycznia 1986 roku. Zasadniczo samolot nie różnił się od MD-82/83, poza w pełni elektronicznym systemami zamontowanymi w kokpicie oraz odnowioną kabiną pasażerską.
Osiągi: MD-88 ma tę samą wagę, zasięg i silniki co jego poprzednik MD-82.
Ważne daty:
- Ogłoszenie: 23 stycznia 1986.
- Pierwszy lot: 15 sierpnia 1987.
- Licencja FAA: 8 grudnia 1987.
- Pierwsza dostawa: 19 grudnia 1987 do Delta Air Lines.
- Włączenie do służby: 5 stycznia 1988 – Delta Air Lines.
- Ostatnia dostawa: 25 czerwca 1995 do Onur Air.

## Parametry techniczne
|                                         | MD-81                              | MD-82/MD-88                        | MD-83                              | MD-87                              |
| --------------------------------------- | ---------------------------------- | ---------------------------------- | ---------------------------------- | ---------------------------------- |
| Załoga                                  | Dwie osoby                         | Dwie osoby                         | Dwie osoby                         | Dwie osoby                         |
| Konfiguracja kabiny pasażerskiej        | 172 (jedna klasa) 155 (dwie klasy) | 172 (jedna klasa) 155 (dwie klasy) | 172 (jedna klasa) 155 (dwie klasy) | 139 (jedna klasa) 130 (dwie klasy) |
| Długość                                 | 45,06 m                            | 45,06 m                            | 45,06 m                            | 39,73 m                            |
| Rozpiętość skrzydeł                     | 32,82 m                            | 32,82 m                            | 32,82 m                            | 32,82 m                            |
| Powierzchnia skrzydeł                   | 112,3 m²                           | 112,3 m²                           | 112,3 m²                           | 112,3 m²                           |
| Wysokość (z ogonem)                     | 9,02 m                             | 9,02 m                             | 9,02 m                             | 9,25 m                             |
| Szerokość kadłuba                       | 3,35 m                             | 3,35 m                             | 3,35 m                             | 3,35 m                             |
| Objętość cargo                          | 35,5 m³                            | 35,5 m³                            | 31,2 m³                            | 26,5 m³                            |
| Masa własna                             | 35 300 kg                          | 35 400 kg                          | 36 200 kg                          | 33 200 kg                          |
| Maksymalna masa startowa                | 63 500 kg                          | 67 800 kg                          | 72 600 kg                          | 63 500 kg                          |
| Prędkość przelotowa                     | Mach 0,76 (811 km/h)               | Mach 0,76 (811 km/h)               | Mach 0,76 (811 km/h)               | Mach 0,76 (811 km/h)               |
| Maksymalny zasięg przy pełnym załadunku | 2910 km                            | 3800 km                            | 4600 km                            | 4390 km                            |
| Pas startowy                            | 1500 m (suchy) lub 1700 m (mokry)  | 1500 m (suchy) lub 1700 m (mokry)  | 1500 m (suchy) lub 1700 m (mokry)  | 1500 m (suchy) lub 1700 m (mokry)  |
| Pojemność zbiorników z paliwem          | 22 100 l                           | 22 100 l                           | 26 000 l                           | 22 100 l                           |
| Silniki (×2)                            | seria Pratt & Whitney JT8D-200     | seria Pratt & Whitney JT8D-200     | seria Pratt & Whitney JT8D-200     | seria Pratt & Whitney JT8D-200     |
| Ciąg (×2)                               | 82–93 kN                           | 82–93 kN                           | 82–93 kN                           | 82–93 kN                           |

Źródło: Boeing – Technical Characteristics – MD-Series

## Użytkownicy
Najwięcej nowych samolotów dostarczono do linii: American Airlines (234 MD-82, 26 MD-83), Delta Air Lines (8 MD-82, 112 MD-88), Alitalia (90 MD-82), Scandinavian Airlines System (34 MD-82, 14 MD-82, 2 MD-83, 16 MD-87), Trans World Airlines (19 MD-82, 40 MD-83), Alaska Airlines (34 MD-93), Pacific Southwest Airlines (16 MD-81, 12 MD-82) i Swissair (25 MD-81)
W lipcu 2009 886 maszyn typu MD-80 wciąż pełniło służbę w liniach lotniczych na całym świecie, jednak w ciągu roku (do lipca 2010) liczba ta spadła do 844. Wśród użytkowników znajdowały się: American Airlines (282), Delta Air Lines (117), Allegiant Air (66), Alitalia (39), SAS (36), Austral Líneas Aéreas (23), Meridiana Fly (17), Khors Air (14), 1Time Airline (12), Bulgarian Air Charter (12), Wings Air (11) i kilka innych. We wrześniu 2012 używanych było 579 sztuk serii MD-80, trzy czwarte z nich w: American Airlines (197), Delta Air Line (117), Allegiant Air (57), SAS (24), Bukovyna Airlines (13), Khors Air (12), Alitalia (10). Alitalia zaprzestały używać MD-82 w październiku 2012. SAS swojego ostatniego MD-80 (wariant MD-82) wycofał 26 października 2013 roku, kiedy to maszyna LN-RMM o nazwie własnej Nora Viking wykonała lot ze Sztokholmu do Kopenhagi.
W lipcu 2015 roku na całym świecie użytkowano jeszcze 426 tych samolotów. Największymi użytkownikami były linie Delta Air Lines (116 sztuk MD-88) oraz American Airlines (56 MD-82 oraz 58 MD-83).

## Wypadki
Do końca 2012 roku doszło do 61 wypadków lotniczych z udziałem samolotów McDonnell Douglas MD-80 (w 15 tym katastrof i utraty 31 samolotów), życie straciło 1346 osób.
Niektóre wypadki MD-80
- 1 grudnia 1981 roku MD-81 (YU-ANA) linii Inex-Adria Aviopromet uderzył w górę San Pietro na Korsyce podczas podchodzenia do lądowania na lotnisku Ajaccio-Napoléon Bonaparte. Jak wynika z przeprowadzonego dochodzenia – przyczyną tragedii było nieprecyzyjne formułowanie komunikatów zarówno przez załogę, jak i kontrolera lotów, co doprowadziło do szeregu nieporozumień, a ostatecznie do katastrofy. Wszyscy znajdujący się na pokładzie zginęli, łącznie 180 osób[15].

Osobny artykuł: Katastrofa lotu Inex-Adria Aviopromet 1308.
- 16 sierpnia 1987 roku MD-82 linii Northwest Airlines lot 225 rozbił się krótko po starcie z lotniska w Detroit. Jak wynika z raportu komisji badającej zdarzenie – piloci nie wykonali przed lotem obowiązkowej checklist’y, przez co maszyna nie była odpowiednio skonfigurowana do startu (m.in. nie wysunięte klapy). Zginęły 154 osoby w samolocie oraz 2 na ziemi, z katastrofy ocalała tylko 4-letnia dziewczynka[16].

- 1 czerwca 1999 roku MD-82 (N215AA) podczas lądowania na lotnisku w Little Rock wyjechał poza koniec pasa startowego, po czym ścinając metalowy deptak zatrzymał się na wale nad rzeką Arkansas. W katastrofie zginęło 11 osób z 145 znajdujących się na pokładzie, w tym kapitan[17].

- 31 stycznia 2000 roku McDonnell Douglas MD-83 (N963AS) należący do linii Alaska Airlines podczas lotu nr. 261 rozbił się nieopodal wyspy Anacapa, w wyniku awarii stabilizatorów. Śmierć ponieśli wszyscy 83 pasażerowie i 5 członków załogi, łącznie 88 osób[18].

- 8 października 2001 roku na lotnisku w Mediolanie doszło do kolizji startującego MD-87 (SE-DMA) należącego do SAS z małym odrzutowcem Cessna Citation, który w wyniku błędu w komunikacji znalazł się na pasie startowym. MD-87 uderzył następnie w terminal lotniska. Łącznie zginęło 118 osób – wszyscy znajdujący się w samolotach (110 w MD-87 i 4 w Cessnie), a także 4 pracowników sortowni bagażu.

- 7 maja 2002 McDonnell Douglas MD-82 linii China Northern Airlines podczas krótkiego lotu z Pekinu do Dalian spadł do zatoki niedaleko lotniska docelowego. Przed katastrofą załoga zgłosiła pożar na pokładzie. Zginęło 112 osób.

- 30 listopada 2004 roku doszło do katastrofy należącego do Lion Air MD-82 podczas lądowania na lotnisku w Surakarcie. Zginęło 25 osób, w tym kapitan samolotu, a 142 odniosły obrażenia[19]. Osobny artykuł: Katastrofa lotu Lion Air 583

- 16 sierpnia 2005 roku MD-82 West Caribbean Airways rozbił się w górzystym rejonie w północnej Wenezueli z powodu błędów w wyszkoleniu załogi, która nieprawidłowo zinterpretowała utratę ciągu w silnikach przy jednoczesnym utrzymaniu pułapu przez autopilota i w konsekwencji przeciągnięcie. Zginęło 160 osób, 152 pasażerów i 8 członków załogi.

- 16 września 2007 McDonnell Douglas MD-82 linii One-Two-GO Airlines uległ katastrofie podczas lądowania w trudnych warunkach atmosferycznych na lotnisku w Bangkoku. Śmierć poniosło 90 ze 130 znajdujących się na pokładzie.

- 30 listopada 2007 roku samolot MD-83 linii Atlasjet rozbił się w wyniku błędu pilota w południowo-zachodniej Turcji. Zginęło 57 osób, wszyscy znajdujący się na pokładzie.

- 20 sierpnia 2008 roku należący do Spanair McDonnell Douglas MD-82, z powodu nieprawidłowej konfiguracji w momencie startu (m.in. nie wysunięte klapy), uległ katastrofie podczas startu z lotniska w Madrycie. Zginęły 154 osoby, a 18 zostało rannych.

- 3 czerwca 2012 roku należący do Dana Air McDonnell Douglas MD-83, prawdopodobnie z powodu awarii silników, wleciał w budynek w Lagos. Śmierć poniosły 153 osoby na pokładzie i kolejne 10 ofiar na ziemi.